# ナミュール包囲戦 (1792年)
ナミュール包囲戦（ナミュールほういせん、フランス語: Siège de Namur）はフランス革命戦争中の1792年11月21日から12月2日にかけて行われた、フランス第一共和政によるオーストリア領ネーデルラントのナミュールの包囲。ジャン＝バティスト・シールス・ド・ヴァランス率いるフランス軍は包囲戦の後12月1日にナミュールのとりでを占領、翌日に降伏した守備軍は栄誉をもって退去した。